# Худоногов, Юрий Иванович
Юрий Иванович Худоногов (14 октября 1924, Красноярск — 12 февраля 1967, там же) — советский и российский художник, мастер пейзажа и натюрморта, яркий представитель советского искусства шестидесятых годов.

## Биография
Юрий Иванович Худоногов родился 14 октября 1924 года в Красноярске. В 1936-40 годах учился в Красноярской художественной школе у Дмитрия Каратанова, ученика Архипа Куинджи и Ксении Матвеевой, ученицы Константина Юона. 
В 1942 году ушёл на фронт. В 1944 году под Кёнигсбергом был тяжело ранен. 
В 1947-52 годах учился в Ленинградском художественном училище. По окончании училища, несмотря на предложения продолжить образование в Академии художеств, возвратился в Красноярск. 
Преподавал в художественной школе, в 1952-60 годах — в Красноярском художественном училище имени В. И. Сурикова. С 1949 года постоянно выезжал на юг Красноярского края — в Хакасию. 
Участник краевых, республиканских, всесоюзных, международных выставок с 1952 года.
Председатель правления Красноярской организации союза художников РСФСР в 1960 году.
В момент тяжёлой депрессии покончил с собой. Похоронен на Троицком кладбище Красноярска.

## Живопись

Юрий Худоногов. «Стулья». холст, масло. 1966 год

Юрий Худоногов — мастер сибирского пейзажа и натюрморта с ярко выраженной индивидуальной манерой изобразительного языка. 
Как писала искусствовед, профессор Е. Ю. Худоногова, «в живописи Юрия Худоногова происходит органическое слияние интеллектуальных и духовных задач, она пронизана глубоко личностным мироощущением и живым естественным чувством. Цвет обретает симфоническое звучание — каждая мелодия звучит самостоятельно, но вместе — это многоголосье. Холст задерживает красоту и выразительность цветового звука. Экспрессия, напряжение и динамика цветовой палитры обостряют чувство предмета, раскрывая зрителю абсолютно иные качества своего бытования».
Среди работ следует отметить:
- «Летят журавли» х., м. 1961
- «Город» х., м.
- «Подсолнухи» х., м.
- «Стулья» х., м. 1966
- «Прошли дожди» х., м. 1964

Все — Красноярский государственный художественный музей им. В.И. Сурикова.

## Фильм
В 2009 году на красноярской киностудии «Архипелаг» режиссёром Ириной Зайцевой о жизни и творчестве художника был снят фильм «Юрий Худоногов».
- — первая часть
- — вторая часть
- — третья часть